# Franz Spunda
Franz Spunda (* 1. Jänner 1890 in Olmütz; † 1. Juli 1963 in Wien) war ein österreichischer Schriftsteller mit deutschmährischen Wurzeln. Er trat mit Erzählliteratur, kulturhistorischer Essayistik, Lyrik, Dramatik und Übersetzungen hervor.

## Kurzcharakteristik

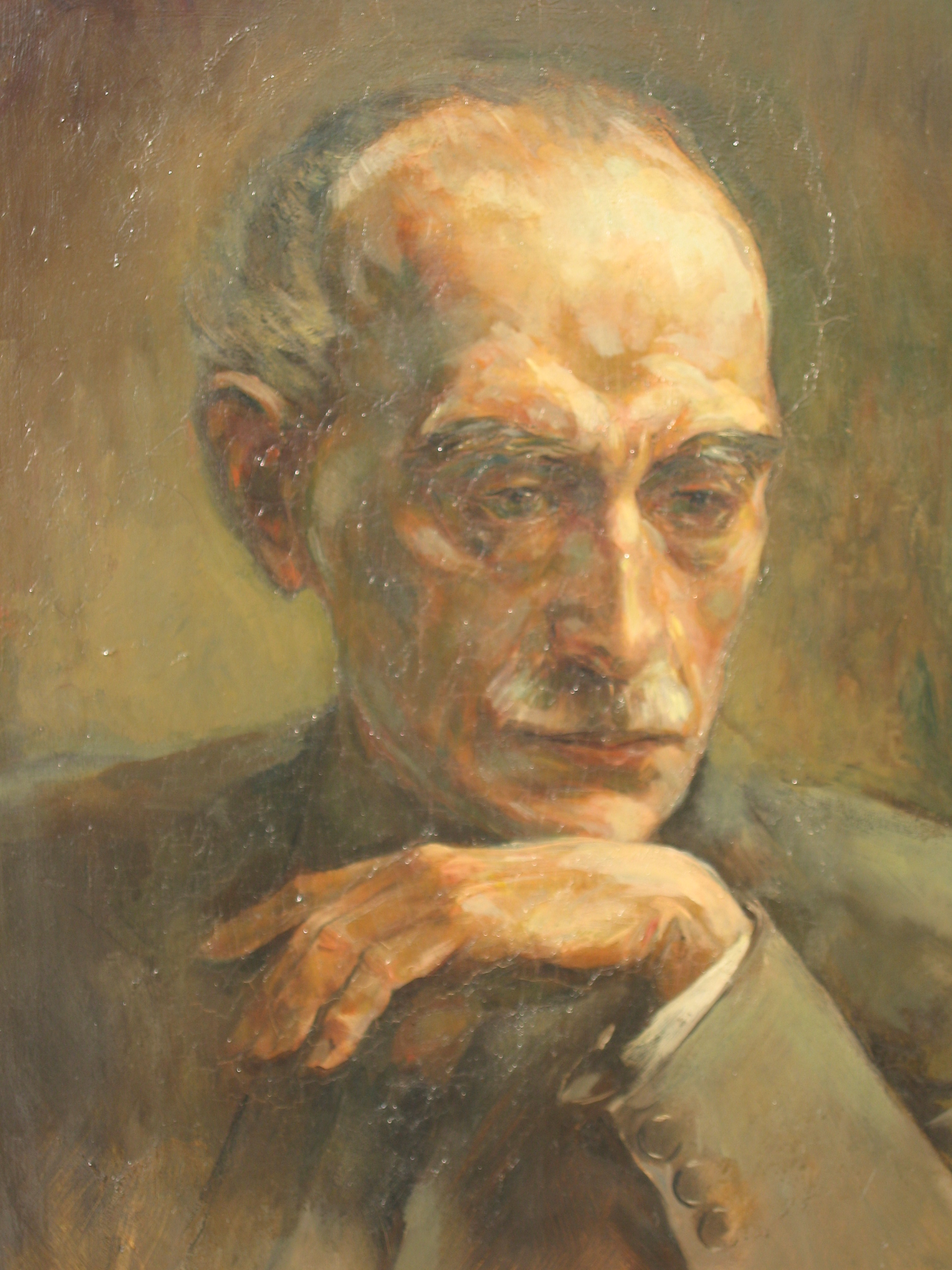
Franz Spunda, Ölgemälde (um 1950, im Besitz der Familie Dr. Christoph Spunda, Wien)

Franz Spunda machte sich zunächst als Verfasser „magischer Romane“ (Devachan, 1921, Der gelbe und der weiße Papst, 1923 etc.) und als Lyriker mit okkultistischen und mystischen Einschlägen (Hymnen, 1919, Astralis, 1920 etc.) einen Namen. Auch als Übersetzer von Petrarca, Aretino, Leopardi und Ossian fand er früh Beachtung. Es war die „Abkehr von einem formal und intellektuell gewordenen Expressionismus“, die Spunda unter der Parole der „magischen Kunst“ heraufbeschwor.
Nach der Distanzierung von seinen im Zeichen einer esoterischen Phantastik stehenden literarischen Anfängen setzte er sein Werk mit anspruchsvollen Reisebeschreibungen aus Griechenland, Italien und Kleinasien fort (u. a. Griechische Reise, 1926, Neubearbeitungen 1938 und 1956, Der heilige Berg Athos, 1928). Diese setzten sich sowohl von dem klassizistischen als auch von dem dionysischen Bild der Antike ab und entfalteten eine „hermetische“ Perspektive auf eine Welt im Nachglanz archaischer Mysterien und byzantinischer Glaubenspracht.
Von der Befassung mit dem griechischen Kulturraum ausgehend, verlagerte sich Spundas publizistischer Schwerpunkt allmählich auf historische Romane (u. a. Minos oder Die Geburt Europas, 1931, „Westgoten-Trilogie“: Wulfila, 1936, Alarich, 1937, Das Reich ohne Volk, 1938) und kulturgeschichtliche Essays (u. a. Paracelsus, 1925, Neubearbeitung 1941, Geschichte der Medici, 1944). Dabei ging es ihm um die Deutung mythischer Überlieferungen und geschichtlicher Prozesse mit „geistespolitischer“ Bedeutung für die Gegenwart: für Europa auf dem Scheideweg, aber auch für die eigene, zutiefst erschütterte Nation, die in seinen Augen der Überwindung ihrer Orientierungslosigkeit in der Rückbesinnung auf Zeichen und Prozesse der Vergangenheit bedurfte.
Seit den späten 1920er Jahren zählte Spunda, der sich auch berufsständisch stark engagierte, zu den angesehensten Autoren seiner Generation in Österreich. In den dreißiger Jahren begann er mit nationalrevolutionären Ideen zu sympathisieren und trat am 5. Dezember 1932 der NSDAP bei (Mitgliedsnummer 1.306.974). In den Jahren des Krieges entfernte er sich davon wieder und schuf Werke der „Inneren Emigration“ (u. a. Der Herr vom Hradschin, Der Sang aus der Tiefe, beide 1942, Platon, begonnen 1940, aus dem Nachlass veröffentlicht 2012).
Nach dem Krieg setzte er seine Romanveröffentlichungen mit abnehmender Resonanz fort und verfasste auch autobiographische Schriften (u. a. Frühlingsannalen, 1957). Neben die dominierende poetisch-historiographische Mischform der „Lebensromane“, die sich großen Einzelgängern der Kunst- und Geistesgeschichte und deren Konflikten mit den Mächten der Zeit zuwandte (u. a. Verbrannt von Gottes Feuer, 1949, Giorgiones Liebeslied, 1955, Das mystische Leben Jakob Böhmes, 1961), rückte die neuerliche Auseinandersetzung mit der Glaubenskultur des Ostchristentums. Die „im Metaphysischen beruhende“ Athos-Gemeinschaft und die asketisch-eremitische Religiosität der Mönche sah der Autor inzwischen von den Verheerungen des Tourismus-Zeitalters im Innersten bedroht. Zugleich erblickte er in ihnen das dringend ersehnte Korrektiv für das vom Fortschritt verdorbene, irregeleitete Abendland (Legenden und Fresken vom Berg Athos, 1962).

## Leben

### Von Olmütz nach Wien

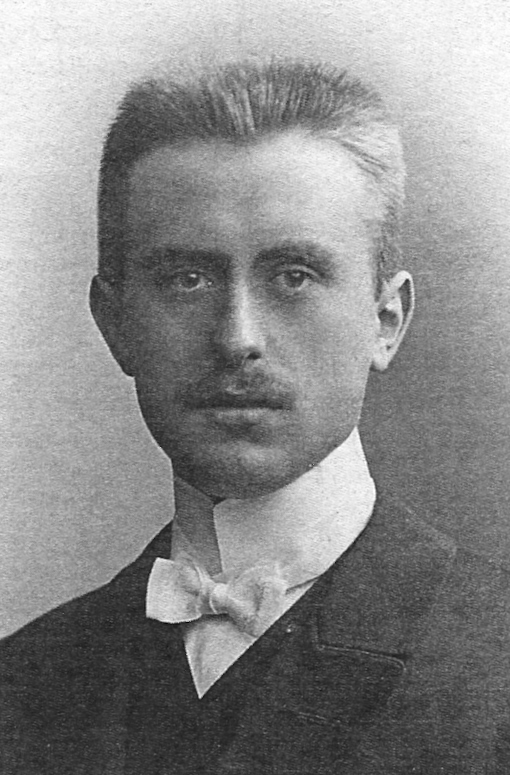
Franz Spunda als junger Mann (Foto, entnommen dem Band „Franz Spunda im Kontext“, Olomouc 2015)

Franz Spunda war der Sohn eines Schneidermeisters am fürsterzbischöflichen Seminar von Olmütz. Der Vater entstammte dem hannakischen Bauerndorf Doloplaz (Doloplazy) und wurde als Waise bei Verwandten germanisiert. Die Mutter kam aus einer Tuchmacherfamilie in Odrau, Österreichisch Schlesien. Franz wuchs in einem klerikalen Milieu auf, das von den Riten und Festen des Kirchenjahrs und einer stets präsenten Volksfrömmigkeit geprägt war. Früh entdeckte er eine Leidenschaft für Sagen, Märchen und Spukgeschichten. Auch glaubte er im Laufe der Pubertät besondere Fähigkeiten an sich wahrzunehmen, die er als „Vorstufe für den sechsten Sinn“ identifizierte. Transzendenz-Erfahrungen und Versenkungserlebnisse (fiebrige Dämmerzustände, „Angstbeklemmungen“, auratische Wahrnehmungen, „Astralträume“) begleiteten ihn durch sein Leben. Ebenso trat schon früh sein Interesse für fremde und exotische Länder sowie die große Sprachenbegabung zutage. Teils im Selbststudium erlernte er Französisch, Englisch, später auch Italienisch und Neugriechisch. Der begeistert aufgenommene Griechischunterricht im Gymnasium legte die Grundlage für seine spätere Hinwendung zu den antiken Kultur- und Geschichtslandschaften.
Nach der Reifeprüfung wurde Spunda zum Studium in die Kaiserstadt Wien gesandt, wo er Germanistik und Romanistik belegte, sich aber auch philosophischen Studien widmete. Ein Stipendium ermöglichte es ihm als Doktorand, einige Semester in Berlin und München zu verbringen; längere Aufenthalte zur Französisch-Praxis in Genf und Paris schlossen sich an. Auf seinen Reisen lernte Spunda freireligiöses, insbesondere theosophisches Gedankengut (Sonntagsandachten der Brüder Horneffer in München, Studium Schellings) kennen und schätzen; er trat auch mit okkultistischen Kreisen in Verbindung (Papus, d. i. Gérard Encausse, Theosoph, Rosenkreuzer und Kabbalist, in Paris). Es begann eine lebenslang fortgeführte systematische Vertiefung in geheimwissenschaftliche Literatur, die Schriften der christlichen Mystik, der Kabbala und der hermetischen Philosophie des Mittelalters und der Frühen Neuzeit.
1913 promovierte Spunda in Wien mit einer Doktorarbeit über Die deutschen Petrarca-Übersetzungen von A. W. Schlegel (1786) bis auf die Gegenwart (ungedruckt) zum Doktor der Philosophie und legte die Lehramtsprüfungen in Deutsch und Französisch ab. Bei Ausbruch des Ersten Weltkriegs meldete er sich als Freiwilliger zum zivilen Kriegsdienst bei der Akademischen Legion und wurde daraufhin großteils als Röntgenassistent im Militärbeobachtungsspital in Dzieritz, Galizien, später im Etappendienst beim 54. Infanterieregiment in Kruševac, Serbien, und in Przemyśl, Galizien, eingesetzt.
Nach der krankheitsbedingten Entlassung versah er ab Herbst 1917 eine Vertretung am Deutschen Staatsgymnasium in Mährisch-Ostrau. Seit September 1918 bis zu seiner Versetzung in den Ruhestand war er am Staatsrealgymnasium Wien VIII, Albertgasse, als beamteter Professor für Deutsch, Französisch und Philosophische Propädeutik tätig. Mit den Eltern und den drei Schwestern in Mähren blieb er eng verbunden und verbrachte bis zu deren Vertreibung und Enteignung nach dem Zweiten Weltkrieg regelmäßig Zeit in der Heimat. Auch am literarischen Leben Mährens und des Sudetenlandes nahm er teil.

### Reisen in den Süden
1924 folgte Spunda einer Einladung des verehrten Nordlicht-Dichters Theodor Däubler und begab sich auf eine erste Reise nach Griechenland. Etwa 14 weitere Reisen, die ihn durch sämtliche griechischen Landschaften und an fast alle wesentlichen historischen Stätten führten, folgten, meist zu Fuß, mit bescheidenen Mitteln und bewusst ohne modernen touristischen Anspruch durchgeführt. Ebenso unternahm er Fahrten nach Kleinasien und Nordafrika. In wochenlangen Aufenthalten auf dem Athos suchte Spunda der orthodoxen Frömmigkeit und Mystik nahezukommen und studierte deren Kunst und Legendenschatz. Durch Däubler vermittelt, verkehrte er ferner in der deutschen Künstlerkolonie auf Capri.

### Literaturpolitisches Engagement

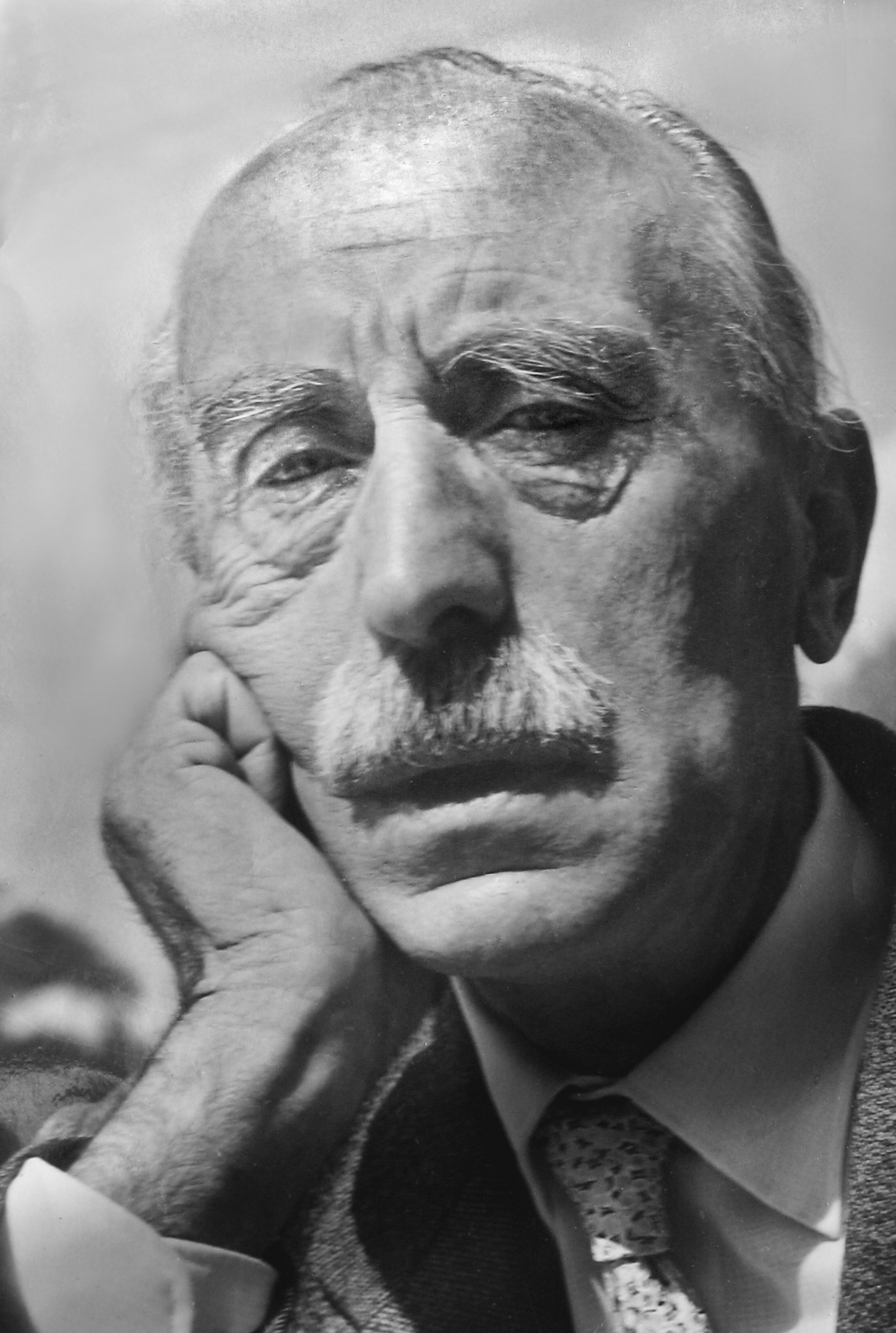
Franz Spunda im Alter von etwa 70 Jahren (Foto im Besitz der Familie Dr. Christoph Spunda, Wien)

### Okkultistische Anfänge

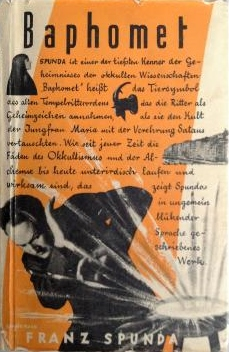
Franz Spunda. Baphomet. Ein alchimistischer Roman (EA 1928); Ausgabe des Gerhard Stalling Verlags, 1930, vordere Umschlagseite

### Abkehr vom Phantastischen

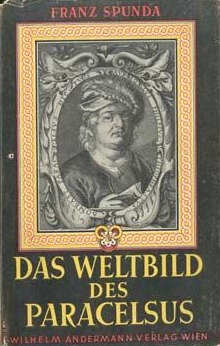
Franz Spunda: Das Weltbild des Paracelsus (1941); Neubearbeitung der Erstausgabe von 1925, vordere Umschlagsseite

### Griechenland-Erlebnis

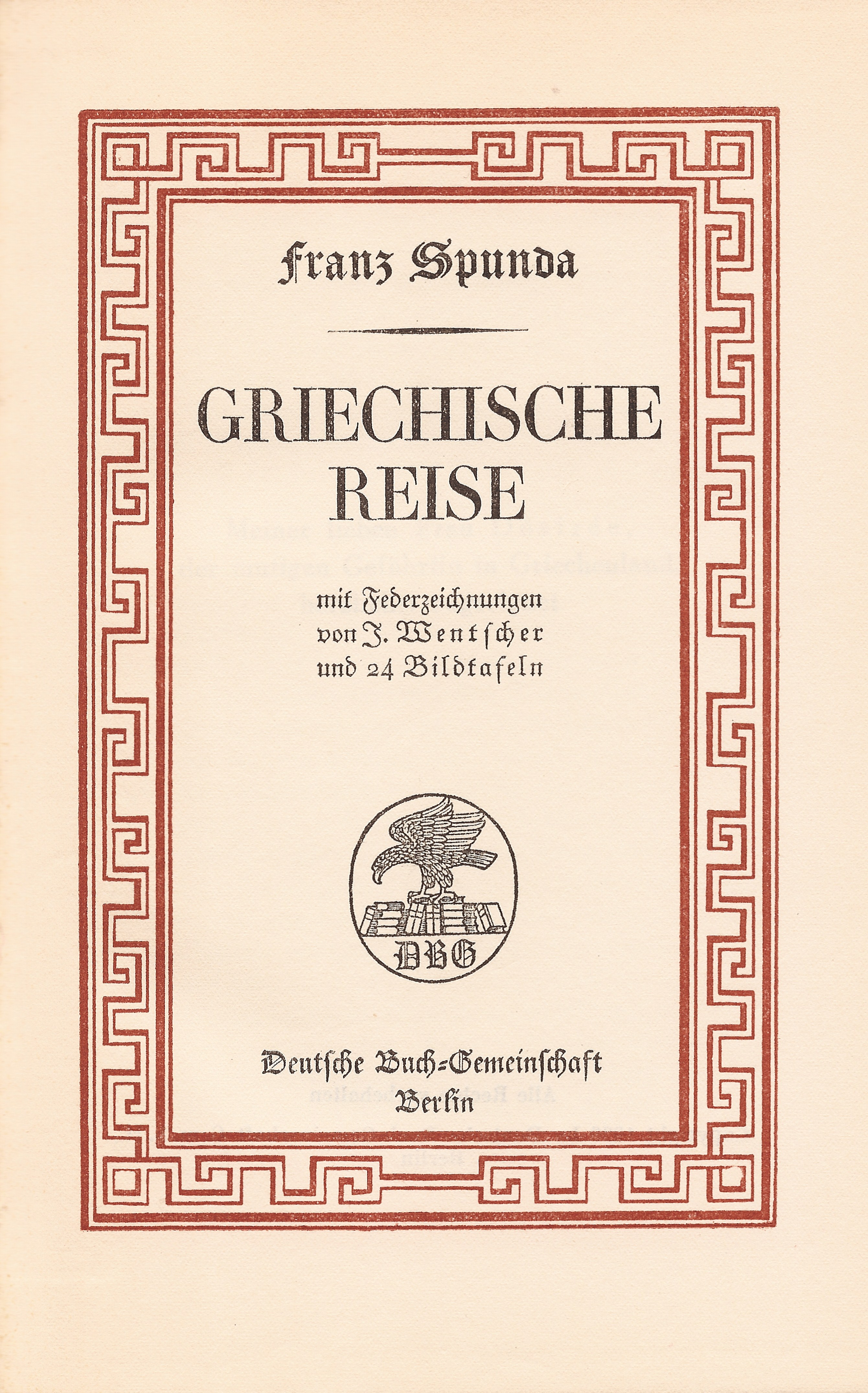
Franz Spunda: Griechische Reise (1926), Titelblatt

### Erfolge als Reiseschriftsteller

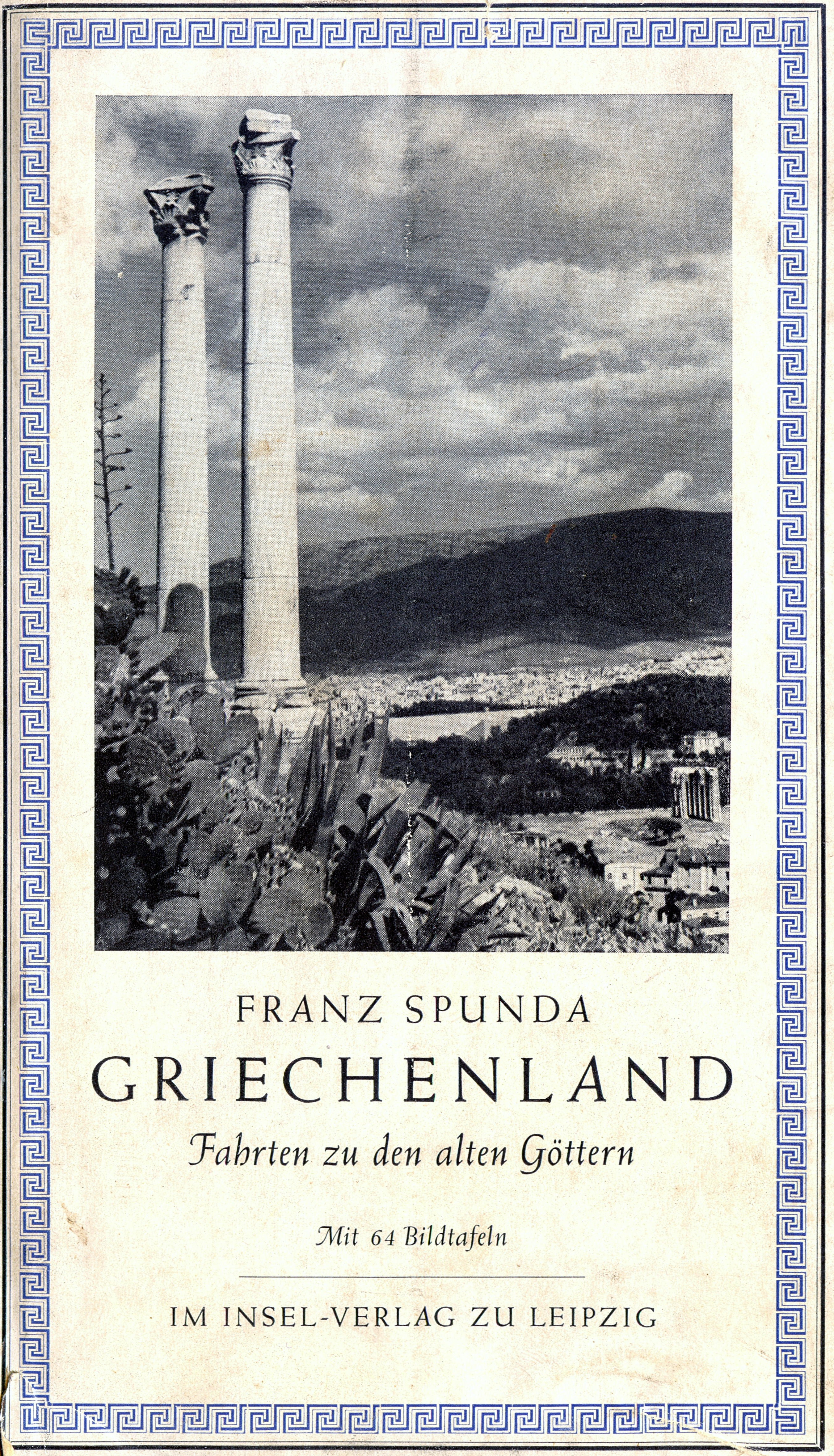
Franz Spunda: Griechenland. Fahrten zu den alten Göttern (1938); Neubearbeitung der Erstausgabe von 1926, vordere Umschlagseite

### Erzählte und gedeutete Geschichte

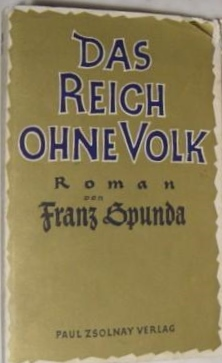
Franz Spunda: Das Reich ohne Volk (1938), vordere Umschlagseite

### Innere Emigration

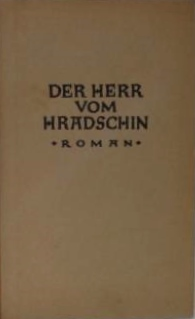
Franz Spunda: Der Herr vom Hradschin. Roman Kaiser Karls IV. (1942); Erstausgabe, vordere Einbandseite